# Paradox van Berry
De paradox van Berry is een zelfverwijzende paradox die voortkomt uit een uitdrukking als "Het kleinste positieve geheel getal dat niet in minder dan negentig letters kan worden gedefinieerd" (een zin met vijfentachtig letters).
Bertrand Russell, de eerste die de paradox op papier besprak, schreef deze toe aan G.G. Berry (1867-1928), een jonge bibliothecaris bij de Bodleian Library in Oxford. Russell noemde Berry "de enige persoon in Oxford die wiskundige logica begreep". 
De paradox werd door Jean-Yves Girard de "paradox van Richard" genoemd.

## Overzicht
Beschouw de uitdrukking:
"Het kleinste positieve geheel getal dat niet in minder dan negentig letters kan worden gedefinieerd."
Omdat het alfabet slechts zesentwintig letters bevat, zijn er eindig veel zinnen met minder dan negentig letters, en dus eindig veel positieve gehele getallen die worden gedefinieerd door zinnen met minder dan negentig letters. Omdat er oneindig veel positieve gehele getallen bestaan, betekent dit dat er positieve gehele getallen zijn die niet gedefinieerd kunnen worden door zinnen van minder dan negentig letters. 
Als er positieve gehele getallen zijn die aan een bepaalde eigenschap voldoen, dan is er ook een kleinste positieve gehele getal dat aan die eigenschap voldoet. Er is dus ook een kleinste positieve geheel getal dat voldoet aan de eigenschap "niet definieerbaar in minder dan negentig letters". Dit is het gehele getal waarnaar de bovenstaande uitdrukking verwijst. 
Maar de bovenstaande uitdrukking is slechts vijfentachtig letters lang en het getal kan daarom wel in minder dan negentig letters worden gedefinieerd. Het is niet het kleinste positieve gehele getal dat niet in minder dan negentig letters kan worden gedefinieerd en wordt niet door deze uitdrukking gedefinieerd. 
Dit is een paradox: er moet een geheel getal zijn dat door deze uitdrukking wordt gedefinieerd, maar aangezien de uitdrukking tegenstrijdig is (elk geheel getal dat door de uitdrukking wordt gedefinieerd, kan in minder dan negentig letters worden gedefinieerd), kan er geen enkel geheel getal door worden gedefinieerd.

## Oplossing
De paradox van Berry zoals hierboven geformuleerd, ontstaat door de systematische dubbelzinnigheid in het woord "definieerbaar". In andere formuleringen van de paradox van Berry, zoals de formulering die in plaats daarvan luidt: "...niet benoembaar in minder...", is de term "benoembaar" er ook een die deze systematische dubbelzinnigheid heeft. Zulke termen leiden tot vicieuze cirkels. Andere termen met dit type dubbelzinnigheid zijn: bevredigbaar, waar, onwaar, functie, eigenschap, klasse, relatie, kardinaal en ordinaal. 
Om een van deze paradoxen op te lossen, moeten we precies vaststellen waar het misging met ons taalgebruik. Vervolgens moeten we beperkingen opleggen aan het taalgebruik, zodat we dit kunnen voorkomen.
Deze paradoxen kunnen worden opgelost door gelaagdheid van betekenis in taal op te nemen. Begrippen met systematische dubbelzinnigheid kunnen met subscript worden geschreven, wat aangeeft dat het ene betekenisniveau een hogere prioriteit heeft dan het andere bij de interpretatie. "Het getal dat niet in minder dan elf woorden kan worden genoemd0" kan volgens dit schema in minder dan elf woorden worden genoemd1.
Maar als je de bijdragen van Alfred Tarski aan de Leugenaarsparadox leest, zie je hoe deze oplossing in talen tekortschiet. Alfred Tarski stelde vast dat de paradox alleen voorkomt in "semantisch gesloten" talen. Hij bedoelde daarmee een taal waarin het mogelijk is dat één zin de waarheid (of onwaarheid) van een andere zin in dezelfde taal (of zelfs van zichzelf) kan voorspellen. 
Om tegenstrijdigheden te voorkomen, is het bij het bespreken van waarheidswaarden noodzakelijk om niveaus van talen te visualiseren, die elk alleen de waarheid (of onwaarheid) van talen op een lager niveau kunnen voorspellen. Wanneer één zin dus verwijst naar de waarheidswaarde van een andere zin, is deze semantisch hoger. De zin waarnaar wordt verwezen, maakt deel uit van de "objecttaal", terwijl de verwijzende zin wordt beschouwd als onderdeel van een "metataal" met betrekking tot de objecttaal. Het is legitiem dat zinnen in "talen" die hoger in de semantische hiërarchie staan, verwijzen naar zinnen die lager in de "taal"-hiërarchie staan, maar niet andersom. Hiermee wordt voorkomen dat een systeem zelfreferentieel wordt.
Dit systeem is echter niet compleet. Men zou graag uitspraken willen kunnen doen als: "Voor elke uitspraak op niveau α van de hiërarchie is er een uitspraak op niveau α +1 die beweert dat de eerste uitspraak onwaar is." Dit is een ware, betekenisvolle uitspraak over de hiërarchie die Tarski definieert, maar het verwijst naar uitspraken op elk niveau van de hiërarchie, dus het moet boven elk niveau van de hiërarchie staan, en is daarom niet mogelijk binnen de hiërarchie (hoewel begrensde versies van de zin mogelijk zijn). 
Saul Kripke wordt gecrediteerd voor het identificeren van deze onvolledigheid in Tarski's hiërarchie in zijn veel geciteerde artikel "Outline of a theory of truth," en het wordt erkend als een algemeen probleem in hiërarchische talen.